# Pittsburgh Pirates (NHL)
Pittsburgh Pirates – amerykański klub hokeja na lodzie z siedzibą w Pittsburghu, która grała w National Hockey League od sezonu 1925/1926 do 1929/1930. Nazwa zespołu pochodzi od zespołu baseballu, która również ma swoją siedzibę w Pittsburgh. W sezonie 1930/1931 zmienił swoją siedzibę i przeniósł się do Filadelfii i występował pod nazwą Philadelphia Quakers. Drużynie nie udało się zdobyć Pucharu Stanleya, dwukrotnie awansując do półfinałów ligi.

## Lista sezonów
Legenda: M = Mecze, W = Wygrane, P= Porażki, R = Remisy, Pkt = Punkty, BZ = Bramki zdobyte, GS = Bramki stracone, MIN = Minuty kar
| Sezon     | M   | W  | P   | R  | Pkt | BZ  | BS  | MIN  | Sezon zasadniczy              | Playoff                        |
| --------- | --- | -- | --- | -- | --- | --- | --- | ---- | ----------------------------- | ------------------------------ |
| 1925/1926 | 36  | 19 | 16  | 1  | 39  | 82  | 70  | 264  | 3. miejsce w NHL              | Porażka w półfinale (Montreal) |
| 1926/1927 | 44  | 15 | 26  | 3  | 33  | 79  | 108 | 230  | 4. miejsce w dywizji American | Nie awansowali                 |
| 1927/1928 | 44  | 19 | 17  | 8  | 46  | 67  | 76  | 395  | 3. miejsce w dywizji American | Porażka w półfinale (New York) |
| 1928/1929 | 44  | 9  | 27  | 8  | 26  | 46  | 80  | 324  | 4. miejsce w dywizji American | Nie awansowali                 |
| 1929/1930 | 44  | 5  | 36  | 3  | 13  | 102 | 185 | 384  | 5. miejsce w dywizji American | Nie awansowali                 |
| Razem     | 212 | 67 | 122 | 23 | 157 | 376 | 519 | 1597 |                               |                                |